# ایستگاه متروی شهرک اکباتان
ایستگاه متروی شهرک اکباتان، یک ایستگاه در خط چهار مترو تهران است که در فاز دو شهرک اکباتان، روبروی بلوک ۱۳ واقع شده‌است.
این ایستگاه که در ۱ مرداد ۱۳۹۱ تأسیس شده دارای ۲۸۰۰۰ متر مربع فضای سرپوشیده است.
این ایستگاه حد فاصل ایستگاه متروی بیمه ( که با خط انشعابی پایانه های فرودگاه مهرآباد  ایستگاه تبادلی دارد) و ایستگاه متروی ارم سبز ( در تقاطع با خط ۵ متروی تهران) می‌باشد.